# زرشکی (دماوند)
زرشکی (دماوند)، روستایی از توابع بخش مرکزی شهرستان دماوند در استان تهران ایران است.

## جمعیت
این روستا در دهستان ابرشیوه قرار دارد و براساس سرشماری مرکز آمار ایران در سال ۱۳۸۵، جمعیت آن زیر سه خانوار بوده‌است.

### زبان
مردم این روستا از قومیت طبری هستند و به زبان طبری دماوندی که گویشی از زبان مازندرانی می‌باشد صحبت می‌کنند.